# Strada degli Eroi

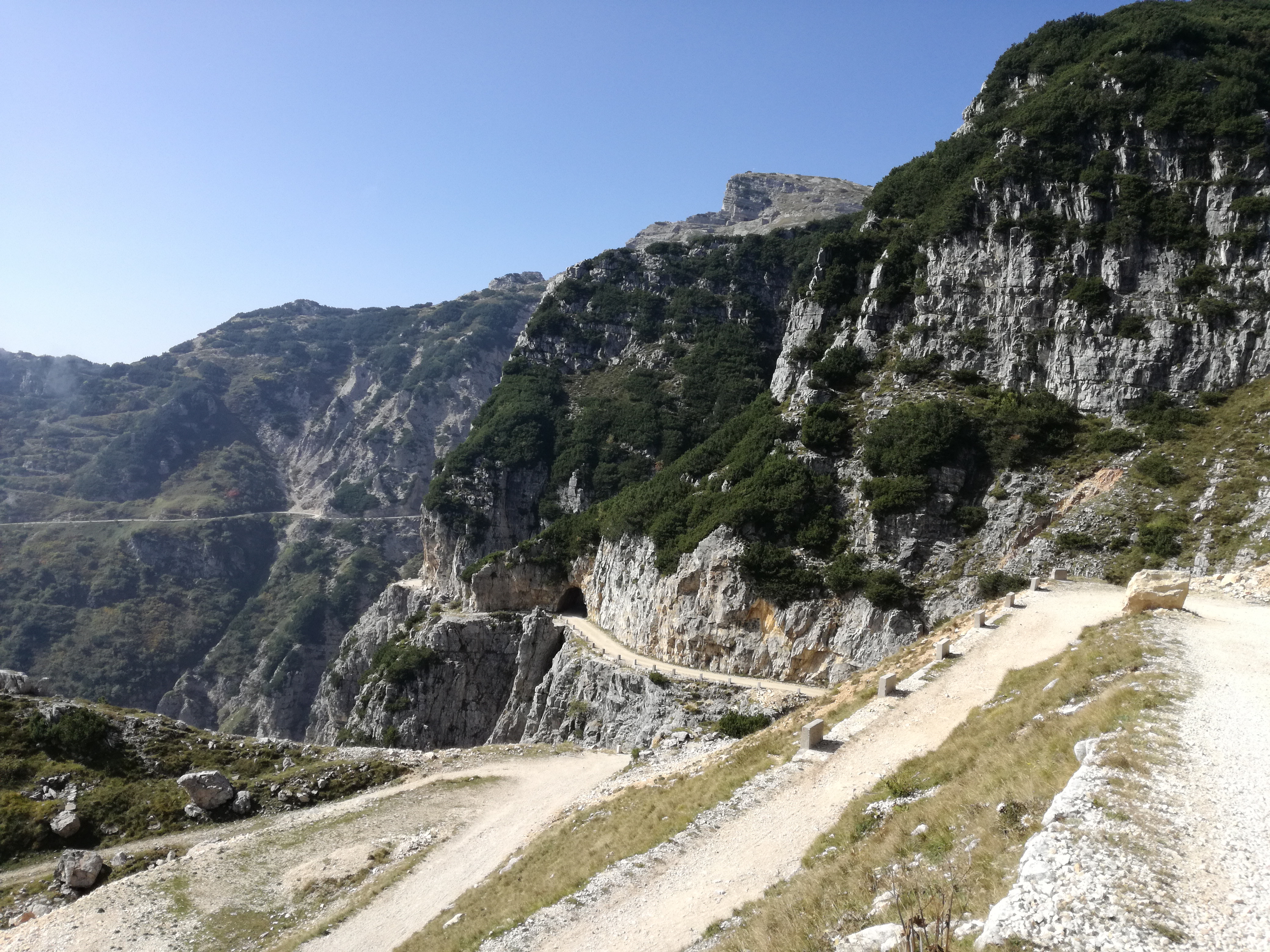
Die Strada degli Eroi, Auffahrt zum Rifugio Papa, im Hintergrund der Soglio dell’Incudine (2123 m)

Die Strada degli Eroi (deutsch Straße der Helden) ist eine vom italienischen Militär in den 1930er Jahren auf dem Monte Pasubio errichtete Straße. Sie erinnert an die zwölf während des Ersten Weltkrieges auf dem Pasubio mit der Goldenen Tapferkeitsmedaille ausgezeichneten italienischen Soldaten.

## Geschichte
Die Strada degli Eroi wurde auf einem bereits bestehenden Wege- und Straßennetz errichtet, das von der italienischen Armee im Ersten Weltkrieg angelegt worden war. Wie im Fall der benachbarten Strada delle 52 Gallerie dienten dieses Netz der schnellen und sicheren Nachfuhr von Truppen und Material der Pasubiofront. So bauten die Italiener bereits 1916 einen Saumweg, der schnell zu einer Fahrstraße ausgebaut wurde, vom Passo Pian delle Fugazze durch das Val di Fieno bis zum Scheitelpunkt mit dem Val Canale. Da der Übergang und Weiterweg in das Val Canale stark lawinengefährdet war, wurde in der zweiten Jahreshälfte 1916 ein Tunnel in den Grat getrieben, der die beiden Täler trennt. Dieser Tunnel wurde 1917 nach General Giuseppe D’Havet, Kommandant der Genietruppen des am Pasubio stehenden V. Armeekorps benannt.
Letzterer ordnete im Februar 1917 den Bau eines Saumweges an, der von der Galleria D’Havet durch das obere Val Canale bis zum Barackenlager El Milanin, aus dem in der Nachkriegszeit das Rifugio Achille Papa entstand, führen sollte. Dieser von der 326. Sappeurkompanie zum Teil durch senkrechte Felswände angelegte Verbindungsweg besaß mehrere Brücken sowie insgesamt elf Tunnels und ähnelte der Strada delle 52 Galerie. Er wurde deshalb in der Nachkriegszeit bis zum Bau der Strada degli Eroi als natürliche Fortsetzung der Strada delle Galerie angesehen, so dass man auch von der Strada delle 63 Gallerie sprach. Die Arbeiten in der senkrechten Felswand erwiesen sich zum Teil als schwierig und die Arbeiter mussten stellenweise von oben angeseilt an der Trasse arbeiten. Ende 1917 war der Weg trotz aller Schwierigkeiten fertiggestellt. Ein geplanter Ausbau zur Fahrstraße wurde aufgrund des Kriegsendes nicht mehr in Angriff genommen.
Nachdem der Gipfelbereich des Monte Pasubio 1922 zusammen mit drei weiteren im Krieg stark umkämpften Bergen, dem Monte Grappa, dem Monte Sabotino und dem Monte S. Michele, letztere bei Görz am Isonzo gelegen, mittels königlichen Dekrets zur Zona Sacra (deutsch Heilige Zone) erklärt worden war, nahm das Besucherinteresse für das ehemalige Schlachtfeld stark zu. Gefördert noch durch den faschistischen Totenkult begann sich ein Schlachtfeldtourismus zu entwickeln, dem man mit dem Bau entsprechender Infrastrukturen, wie dem Ausbau des Rifugio Achille Papa begegnen wollte.
In diesem Sinne wurde 1937 mit dem bereits im Krieg geplanten Ausbau des zwischen der Galleria D’Havet und Rifugio Papa gelegenen Weges zu einer Fahrstraße begonnen. Dabei wurde auch die Galleria D’Havet zu einem Straßentunnel ausgebaut. Die im Auftrag des Kriegsministeriums von Genietruppen durchgeführten Bauarbeiten waren 1938 abgeschlossen und im Juni des gleichen Jahres konnte die etwa 2 km lange Straße feierlich eröffnet werden.
Als Straße der Helden benannt, gedenkt sie den zwölf am Pasubio während des Krieges mit der Goldenen Tapferkeitsmedaille ausgezeichneten italienischen Soldaten. Sie war bis in die 1990er Jahre hinein für den Autoverkehr freigegeben. Seitdem verkehren in den Sommermonaten nur noch Shuttlebusse vom Passo Pian delle Fugazze bis zur Galleria D’Havet.

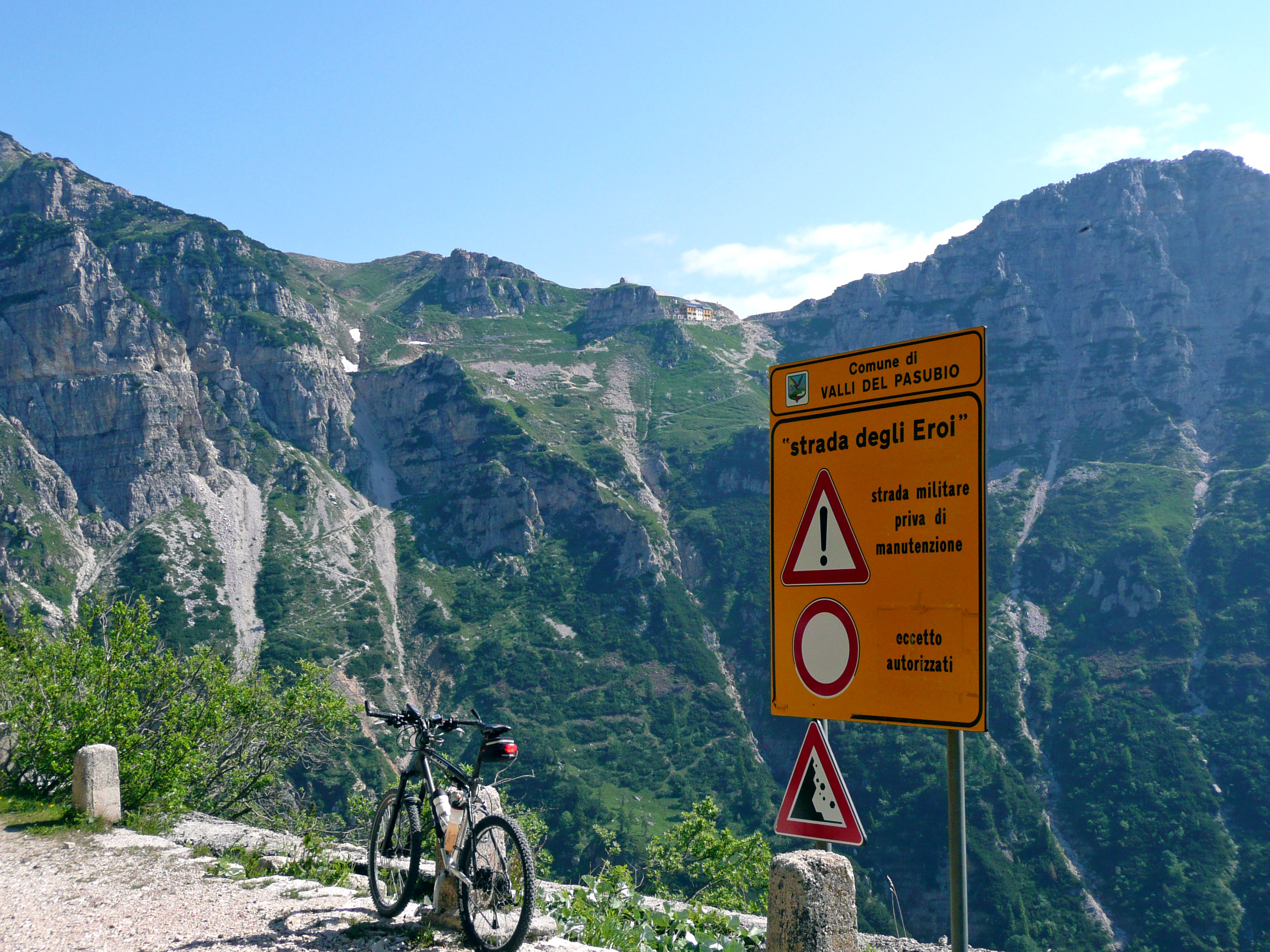
Die Strada degli Eroi mit dem oberen Val Canale

## Beschreibung
Als Strada degli Eroi wird im engeren Sinne nur das 1938 eröffnete etwa 2 km lange Straßenstück im Val Canale zwischen der Galleria D’Havet und dem Rifugio Papa bezeichnet. Im Laufe der Zeit hat sich jedoch eingebürgert, auch das wesentlich längere Teilstück zwischen dem Passo Pian delle Fugazze 1163 m s.l.m. und der Galleria D’Havet 1797 m s.l.m. in die Strada degli Eroi mit einzubeziehen.
Das erste etwa 8 km lange Teilstück bis zur Galleria D’Havet verläuft auf Naturfahrbahn, nur einige der insgesamt zwölf Kehren sind geteert oder ausbetoniert. Bei einer durchschnittlichen Steigung von 10 % geht es anfangs durch das Val di Fieno. Oberhalb der Malga Fieno liegt das unscheinbare ehemalige Gebäude der österreichisch-ungarischen Finanzwache. Das Teilstück endet vor einem kleineren Platz am Tunnelportal der Galleria D’Havet, das in den 1980er Jahren fertiggestellt wurde, während das im Val Canale liegende Tunnelportal noch von 1938 stammt, wie man an den Gedenksteinen mit den Liktorenbündel erkennen kann. Am Tunnel verläuft auch die Grenze zwischen den Provinzen Trient und Vicenza, bis 1918 Reichsgrenze zwischen Österreich-Ungarn und dem Königreich Italien.
Die folgenden zwei Kilometer durch das obere Val Canale bis zum Rifugio Papa stellen die eigentliche Strada degli Eroi dar. Zwölf entlang der Strecke verteilte Gedenktafeln erinnern an die mit der Goldenen Tapferkeitsmedaille am Pasubio ausgezeichneten Soldaten. Dies sind: Cesare Battisti, Aldo Beltricco, Torquato Cardelli, Umberto Cerboni, Felice Chiarle, Fabio Filzi, Antonio Gioppi, Giordano Ottolini, Mario Rossani, Carlo Sabatini, Edoardo Suarez und Ferdinando Urli. Nach vier weiteren Kehren und vier Tunnels endet die Straße nach insgesamt 10,4 km beim Rifugio Papa nur wenige Meter unterhalb des Sattels Porte del Pasubio, dem Endpunkt der Strada degli Scarubbi.
Entlang der Strada degli Eroi verläuft sowohl der Europäische Fernwanderweg E5 als auch der Sentiero della Pace.

## Bilder

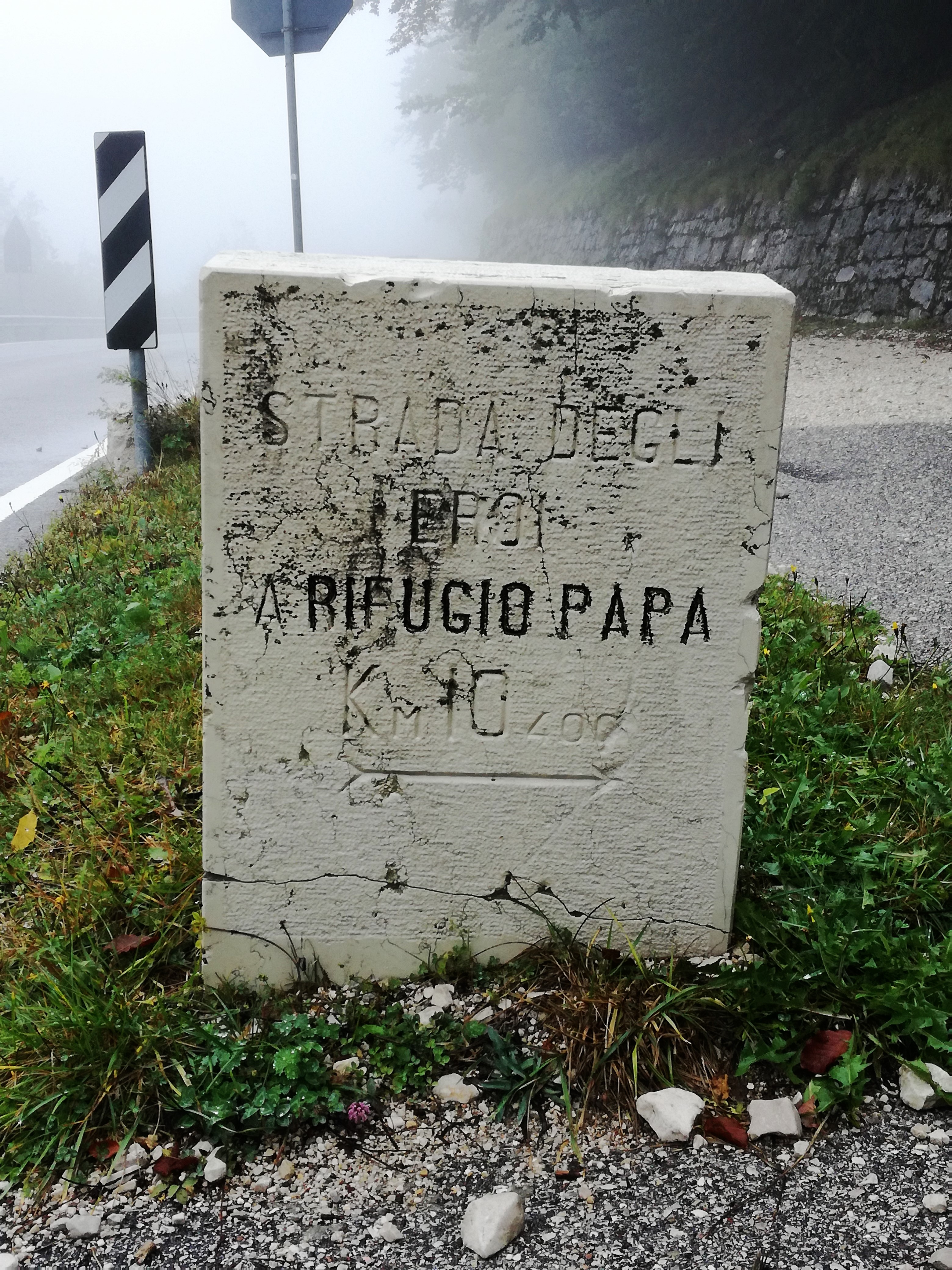
Straßenstein am Beginn der Straße beim Passo Pian delle Fugazze
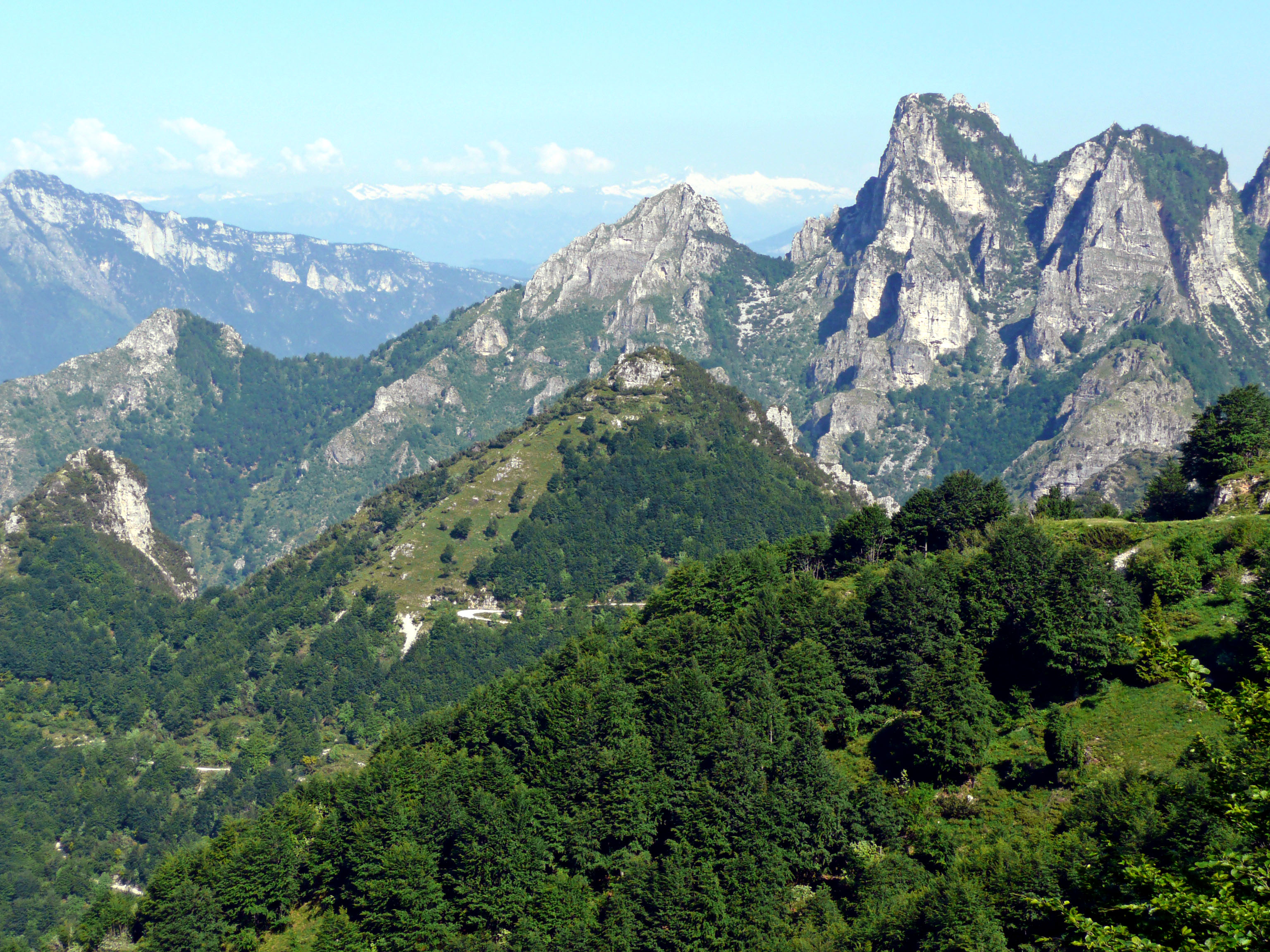
Das Val di Fieno etwas oberhalb der Malga Fieno
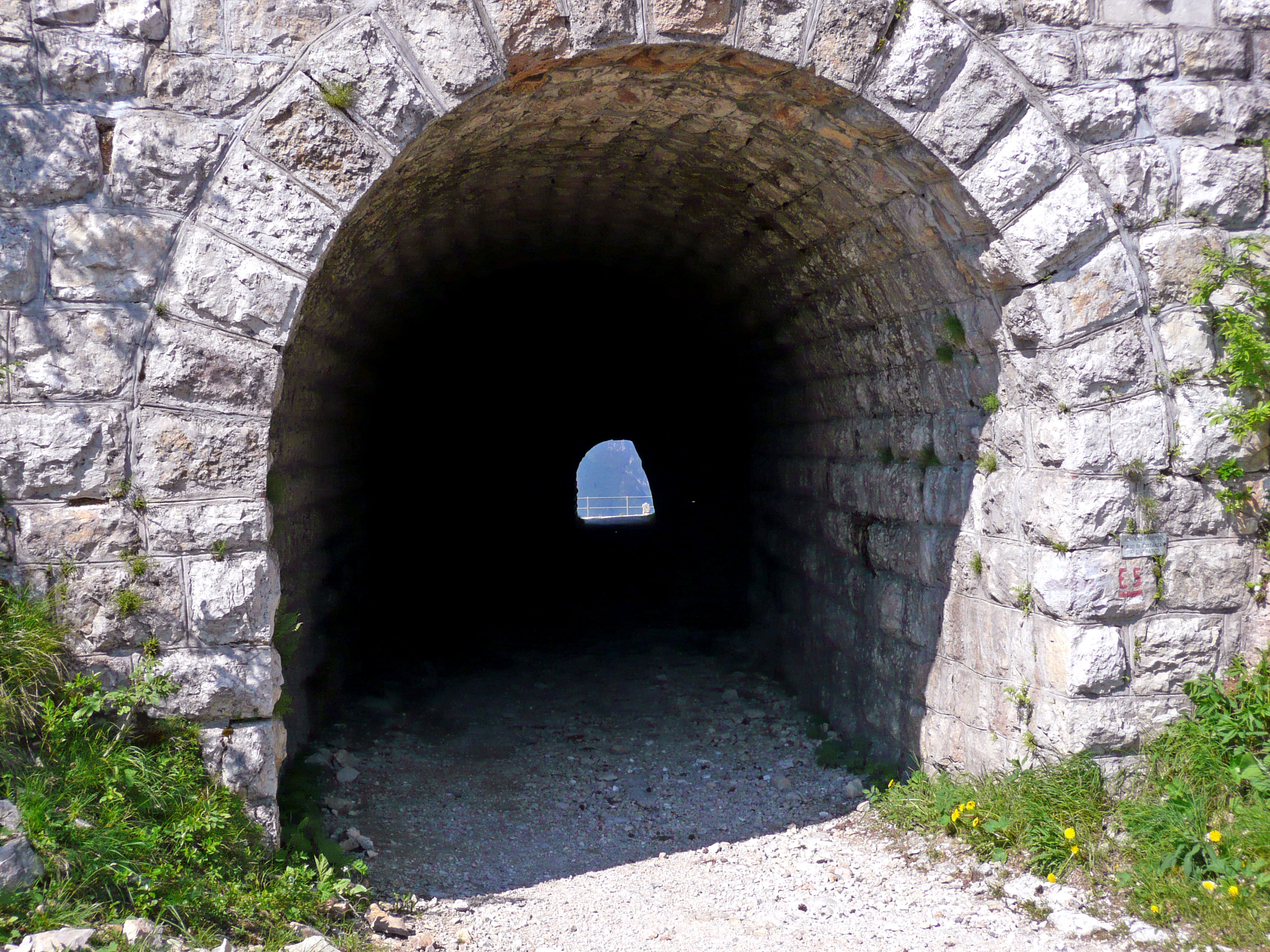
Das Tunnelportal der Galleria D’Havet im Val Canale
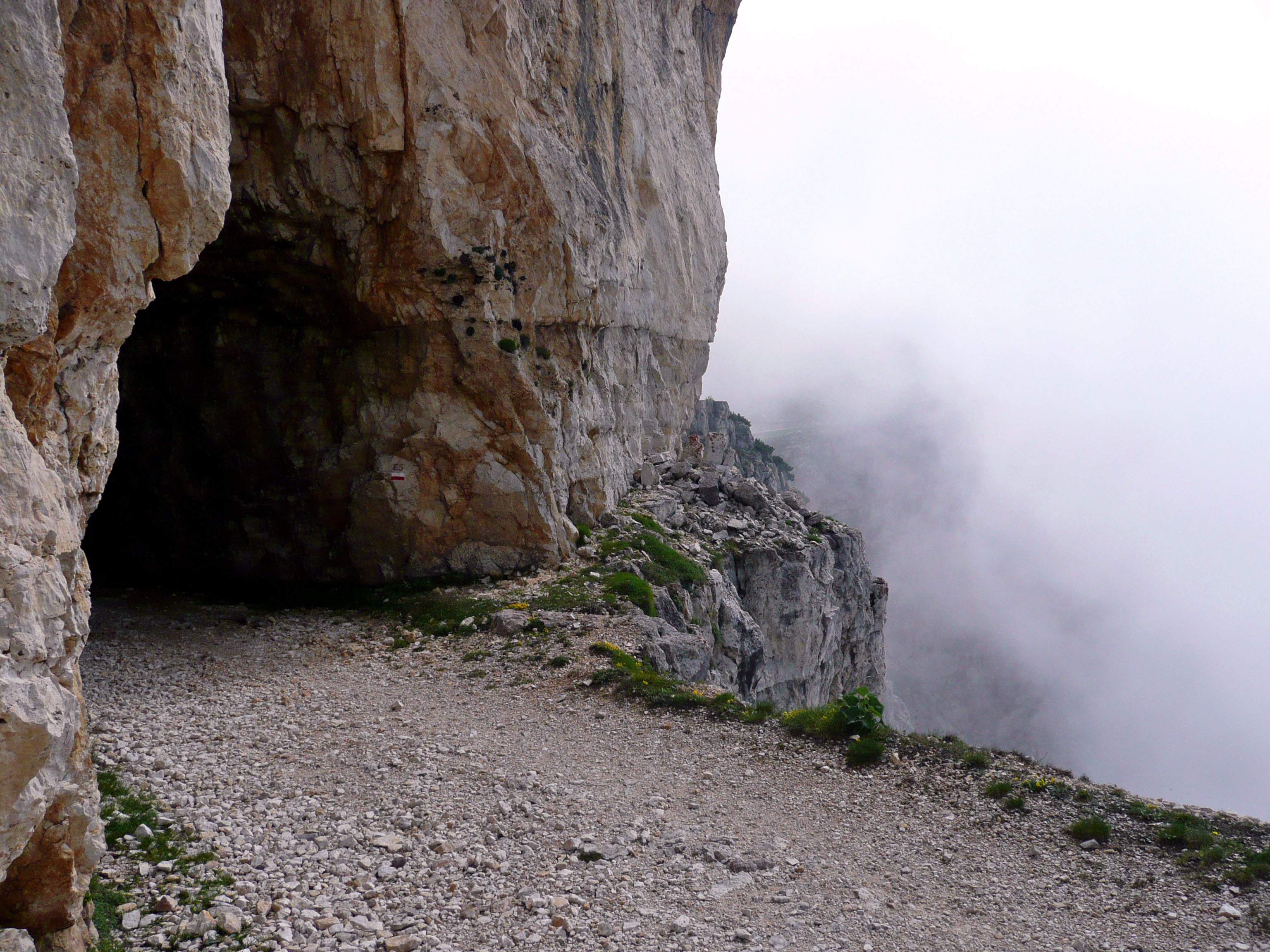
Einer der vier Straßentunnel im letzten Teilstück
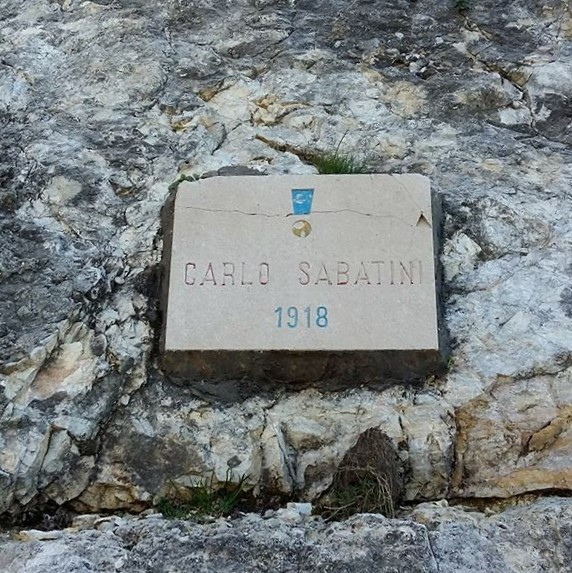
Gedenkstein für Carlo Sabatini